# Rhododrilus aquaticus
Rhododrilus aquaticus är en ringmaskart som beskrevs av Lee 1959. Rhododrilus aquaticus ingår i släktet Rhododrilus och familjen Acanthodrilidae. Inga underarter finns listade i Catalogue of Life.